# Padiglioni lontani
Padiglioni lontani è un romanzo storico anglo-indiano firmato Mary Margaret Kaye, pubblicato per la prima volta nel 1978, che racconta la storia di un ufficiale inglese durante il Raj Britannico. Il romanzo, profondamente influenzato dai poemi romantici del XIX secolo, è considerato un capolavoro di narrazione. Esso si basa in parte sugli scritti biografici del nonno dell'autrice e in parte sulla sua vasta conoscenza dell'India, della sua storia, nonché sulle sue esperienze infantili in quel paese. Ha venduto milioni di copie, agenzie di viaggio hanno creato tour speciali per visitare i luoghi del libro, e ha anche ispirato un adattamento televisivo e una commedia musicale.

## Trama
Ashton Pelham-Martyn (Ash) è il figlio di uno scienziato britannico botanico in viaggio attraverso l'India, e nasce poco prima dei moti indiani del 1857
Sua madre muore di febbre di parto poco dopo la sua nascita e suo padre muore di colera qualche anno più tardi. È affidato alla sua ayah (bambinaia) indù, Sita, incaricata di portarlo dai suoi parenti inglesi nella città di Mardan. Dopo aver scoperto che tutti i feringhi ("i bianchi") inglesi sono stati uccisi durante la rivolta indigena, Sita adotta Ash e si preoccupa della sua sicurezza.
Alla fine, trovano rifugio nel regno di Gulkote dove Ashton dimentica la sua discendenza inglese e cresce come un ragazzo nativo indiano. Mentre lavora come domestico per Lalji, il yuveraj giovane (principe ereditario) di Gulkote, Ashton fa amicizia con la principessa Anjuli, oltre al padrone di stalle, Koda Dad e suo figlio Zarin. All'età di 11 anni, Ashton scopre una cospirazione omicida contro Lalji e scopre che anche lui sarà ucciso per aver interferito con l'attentato. Dopo aver promesso ad Anjuli che tornerà da lei un giorno, lui e Sita fuggono dal palazzo con l'aiuto di amici.
Sita, malata, muore durante il viaggio, ma non prima di rivelare ad Ash la verità sulla sua nascita e affidargli insieme a delle lettere il denaro che suo padre le ha dato dopo la sua morte.
Ashok si incammina verso la divisione militare di cui Sita gli ha parlato e, riconosciuto con il suo nome inglese, Ashton è consegnato alle autorità inglesi e inviato in Inghilterra per una educazione formale e un addestramento militare. All'età di 19 anni, Ashton torna in India in qualità di ufficiale del Corpo delle Guide con Zarin sulla Frontiera del Nord. Egli scopre presto che la sua identità è ora divisa tra il suo nuovo status di Ashton, un inglese "Sahib", e Ashok, il ragazzo nativo indiano che una volta credeva di essere.
Dopo essersi recato senza permesso in Afghanistan, Ash è sospeso dalle guide e inviato a scortare una festa di matrimonio reale per tutta l'India. Scopre che la festa è nel vecchio regno di Gulkote, ora noto come Karidkote dopo la fusione con un principato vicino, e che Anjuli, insieme con la sorella Shushila, è la principessa che deve sposarsi. Alla cerimonia di nozze è presente anche il fratello minore di Anjuli, il principe Jhoti. Dopo essersi rivelato come Ashok ad Anjuli, Ash si innamora di lei, ma non è in grado di far nulla circa i suoi sentimenti poiché lei non è solo promessa sposa di un altro, ma appartiene a quella che oggi per lui è una cultura aliena, divisa da qualcosa che non può più superare. Nei mesi che seguono, Ash ostacola un complotto per omicidio di Jhoti, e cade in una crescente disperazione a causa del suo amore non corrisposto per Anjuli. Mentre entrambi sono colti da una tempesta di sabbia, Anjuli rivela il suo amore ad Ash, tuttavia respinge le sue richieste di fuggire con lui per dovere a sua sorella come co-sposa in un matrimonio combinato. Ash è costretto a guardare Anjuli sposarsi con il lascivo comandante di Bhithor e, in seguito, tornare ai suoi doveri in campo militare.
Due anni dopo, Ash riceve la notizia angosciante che il comandante di Bhithor è morto, e che le sue mogli dovranno essere bruciate vive nel rituale indù di sati. Corre dunque a Bhithor, dove, con l'aiuto dei suoi amici, riesce a salvare Anjuli e portarla in salvo: il risultato di questo burrascoso soccorso è la morte non solo dell'amato cavallo di Ash, ma anche della maggior parte dei presenti alla cerimonia. Ash insiste per sposare Anjuli, nonostante l'opposizione di tutti gli altri suoi conoscenti, inclusa Anjuli stessa, poiché sarebbe non solo sconveniente, ma anche contro la Legge di Dio.
Da qui in poi il punto di vista del libro si sposta, dal rapporto tra Ash e Anjuli in Inghilterra a dispute politiche della Russia nelle regioni del nord riguardo a quelle che erano le frontiere indiane al momento. Nel desiderio dell'Inghilterra di espandere il suo territorio in Afghanistan, Ash viene inviato nel paese come spia per trasmettere informazioni che aiuteranno l'Inghilterra a stabilire un punto d'appoggio permanente nella zona. Quello che segue è un resoconto della prima fase della 
seconda guerra anglo-afgana, che si conclude con la rivolta del settembre 1879 con l'uccisione dell'inviato inglese a Kabul. Questa parte della storia è raccontata principalmente dal punto di vista del migliore amico di Ash, Walter "Wally" Hamilton.
Dopo la rivolta a Kabul, Ash e Anjuli si mettono alla ricerca di un paradiso in Himalaya - "i padiglioni lontani" - esente da pregiudizi dove poter vivere la loro vita in pace.

## Personaggi
- Ashton Hillary Akbar (Ashok)
- Pelham-Martyn
- Anjuli-Bai
- Koda Dad Khan
- Biju
- Shushila-Bai
- Belinda Harlowe
- Kaka-ji Rao
- Hamilton
- Zarin Khan
- Sita
- Lalji
- Capitano Stiggins
- Jhoti

## Film e adattamenti teatrali
Nel 1984 Peter Duffell diresse una miniserie in tre puntate basata sul romanzo, interpretata da Ben Cross come Ashton, Amy Irving come Anjuli, Omar Sharif come Koda Dad e Christopher Lee come Kaka-ji Rao. È stata la prima miniserie HBO.
La serie dura in totale 316 minuti, è abbastanza fedele al libro, il breve taglio riguarda solo i giorni di Ashton prima del suo ritorno in India. 
Gran parte del film è stato girato nel recinto del Palazzo Samode.
C'è stato anche un adattamento teatrale musicale, prodotto da Michael E. Ward. La musica è stata composta da Philip Henderson. È stato premiato al teatro Shaftesbury nel West End di Londra il 14 aprile 2005, chiuso nel mese di settembre dello stesso anno a causa del brusco calo di pubblico per gli attentati di Londra. Con un preventivo da oltre 7 milioni di sterline, il cast dello show si caratterizza da Hadley Fraser come Ashton, Gayatri Iyer come Anjuli, Kulvinder Ghir come la Rana di Bhithor e Kabir Bedi come Kahn Sahib.